# Quercus petraea
Il rovere (Quercus petraea (Matt.) Liebl.), o la rovere, è una quercia semi-caducifoglia di prima grandezza, appartenente alla famiglia delle Fagaceae.

## Descrizione
Le foglie sono semplici, decidue, di forma ovale, con margine lobato e 5-8 paia di lobi arrotondati, senza peli. L'apice è ottuso e arrotondato. La parte superiore è verde lucido, quella inferiore è più pallida. Il tronco è eretto, robusto e slanciato, ramificato solo in cima. I rami sono molto nodosi e formano una corona densa, sferica e regolare. I rami giovani non sono pelosi. La sua chioma si espande verso l'alto raggiungendo un'altezza di 30-40 metri in bosco. Una quercia da una lunga vita, raggiunge i 500-800 anni d'età e le dimensioni massime definitive vengono raggiunte a 120-200 anni.
È molto simile alla Farnia con cui si ibrida spesso dando origine a degli alberi di difficile determinazione. Presenta una chioma più aperta della Farnia, con rami patenti più dritti. Si differenzia dalla roverella (Quercus pubescens) per le dimensioni del fusto e per il lato inferiore delle foglie, che si presenta glabro.

### Corteccia
Grigia, liscia, poi fessurata longitudinalmente.

### Frutti

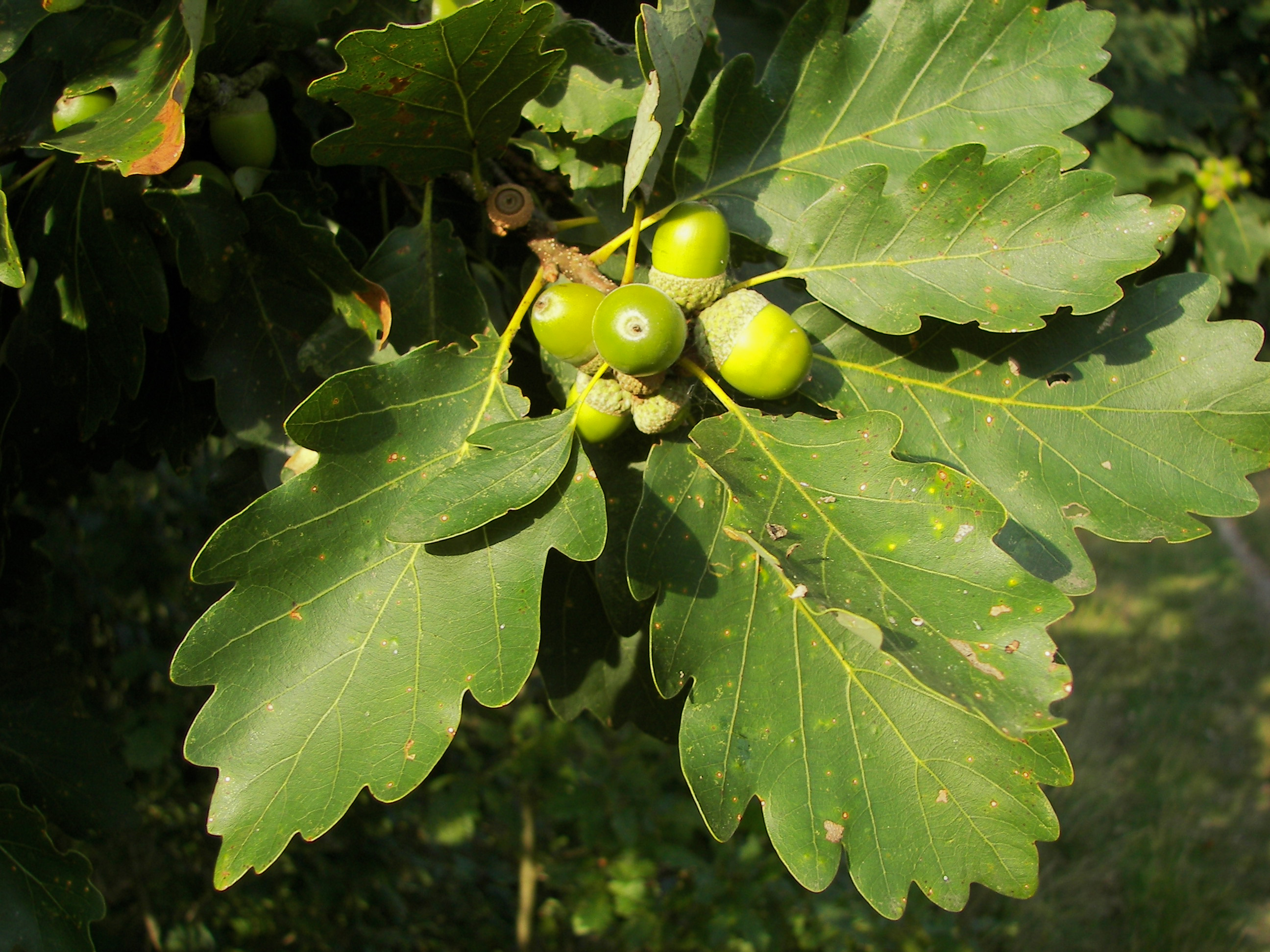
Dettaglio con ghiande

Il suo frutto è la classica ghianda, con pericarpo oblungo, giallo bruno e lucente.

Di forma ovoidale, lunghe fino a 2,5 centimetri, sono protette solo nel terzo inferiore da una cupola a squame piccole e appressate. Nel rovere il frutto è sessile, a differenza della roverella (i cui frutti presentano un peduncolo assai corto) e della farnia (le cui ghiande sono portate da un lungo peduncolo).

## Distribuzione e habitat
Il suo areale va dall'Europa centrale a quella nord-orientale, anche se è meno esteso di quello della Farnia. In Italia è presente nelle vallate alpine e prealpine e nell'Appennino. In Basilicata, Puglia, Calabria e Sicilia cresce in boschi mesofili la sottospecie  Q. petraea subsp. austrotyrrhenica. Nei pressi di Umbertide, esiste un bosco di rovere, di probabile origine artificiale; in Italia sarebbe la specie tipica del piano collinare e montano inferiore (300–1100 m), se l'antropizzazione subita dal bosco negli ultimi secoli non avesse introdotto al suo posto il castagno.
L'epiteto specifico (petraea) indicherebbe proprio il fatto che la pianta ama i luoghi pietrosi ben drenati.
Il rovere è tollerante alla siccità (anche se non quanto la tipicamente xerofila roverella) grazie al suo apparato radicale profondo, a differenza della farnia, che tollera un ristagno idrico di 100 giorni consecutivi; trova l'optimum di diffusione in suoli sciolti e sabbiosi in cui non vi è possibilità di marciume radicale causato dall'acqua, ha inoltre una lieve preferenza per i substrati acidi. Teme le gelate tardive.

## Tassonomia
Ne sono riconosciute cinque sottospecie:
- Quercus petraea subsp. austrotyrrhenica Brullo, Guarino & Siracusa
- Quercus petraea subsp. huguetiana Franco & G.López
- Quercus petraea subsp. petraea
- Quercus petraea subsp. pinnatiloba (K.Koch) Menitsky
- Quercus petraea subsp. polycarpa (Schur) Soó

## Usi
Il legno di rovere è del tutto simile a quello della farnia, dal quale non risulta distinguibile. Piuttosto pregiato viene utilizzato, oltre che nella fabbricazione di mobili, nell'edilizia, per travature, parquet, nei cantieri navali, nella costruzione di doghe per botti per l'invecchiamento dei vini e altre bevande alcoliche come ad esempio la birra e il sidro, ed anche per la costruzione di bare. Ottimo combustibile, è anche utilizzato per la produzione di carbone.

## Media
Nel libro "Essere una quercia", lo scrittore Laurent Tillon racconta e descrive la vita di un esemplare di rovere nato 250 anni fa in una foresta francese, ripercorrendo gli avvenimenti della vita non solo dell'albero in sé, ma anche i mutamenti verificatisi durante la storia del paesaggio e delle vicende umane, della fauna e della flora che lo circondano.